# Begonia hymenophylloides
Begonia hymenophylloides là một loài thực vật có hoa trong họ Thu hải đường. Loài này được F.K.Ward ex L.B.Sm. & Wassh. mô tả khoa học đầu tiên năm 1984.